# ديفيد كرامب
ديفيد كرامب (بالإنجليزية: David Crumb) هو ملحن أمريكي، ولد في 21 مايو 1962.

## وصلات خارجية
- ديفيد كرامب على موقع ميوزك برينز (الإنجليزية)
- ديفيد كرامب على موقع ديسكوغز (الإنجليزية)